# Synapturanus
Synapturanus es un género de ranas de la familia Microhylidae que se encuentra en Colombia, Ecuador, Perú, Surinam, Guayana Francesa, Guyana, Venezuela y al norte del Brasil. 

## Especies
Se reconocen las siete especies siguientes según ASW:
- Synapturanus ajuricaba Fouquet, Leblanc, Fabre, Rodrigues, Menin, Courtois, Dewynter, Hölting, Ernst, Peloso, y Kok, 2021
- Synapturanus danta Chávez, Thompson, Sánchez, Chávez-Arribasplata y Catenazzi, 2022
- Synapturanus mesomorphus Leblanc, Fabre, Rodrigues, Menin, Courtois, Dewynter, Hölting, Ernst, Peloso, y Kok, 2021
- Synapturanus mirandaribeiroi Nelson & Lescure, 1975
- Synapturanus rabus Pyburn, 1977
- Synapturanus salseri Pyburn, 1975
- Synapturanus zombie Fouquet, Leblanc, Fabre, Rodrigues, Menin, Courtois, Dewynter, Hölting, Ernst, Peloso, and Kok, 2021